# ديمتري مارتن
ديمتري مارتن (بالإنجليزية: Demetri Martin)‏ (و. 1973  م) هو كاتب سيناريو، وممثل أفلام، وممثل تلفزي، ومؤلفو موسيقى تصويرية، ومؤدي أصوات أمريكي، ولد في نيويورك.

## التعليم
تعلم في جامعة ييل، وجامعة نيويورك، وكلية الحقوق بجامعة نيويورك ‏.

## جوائز
حصل على جوائز منها:
- جائزة نقابة الكتاب الأمريكية.

## وصلات خارجية
- ديمتري مارتن على موقع IMDb (الإنجليزية)
- ديمتري مارتن على موقع روتن توميتوز (الإنجليزية)
- ديمتري مارتن على موقع ألو سيني (الفرنسية)
- ديمتري مارتن على موقع ميوزك برينز (الإنجليزية)
- ديمتري مارتن على موقع أول موفي (الإنجليزية)
- ديمتري مارتن على موقع بوكس أوفيس موجو (الإنجليزية)
- ديمتري مارتن على موقع قاعدة بيانات الأفلام السويدية (السويدية)
- ديمتري مارتن على موقع إن إن دي بي (الإنجليزية)
- ديمتري مارتن على موقع أول ميوزيك (الإنجليزية)
- ديمتري مارتن على موقع ديسكوغز (الإنجليزية)